# Allen Morgan
Allen Jerome Morgan (16. juli 1925 - 12. september 2011) var en amerikansk roer og olympisk guldvinder, født i Seattle.
Morgan var styrmanden i den amerikanske firer med styrmand, der vandt guld ved OL 1948 i London. Bådens roere var Warren Westlund, Bob Martin, Bob Will og Gordy Giovanelli. Amerikanerne sikrede sig guldmedaljen foran Schweiz og Danmark, der fik henholdsvis sølv og bronze. Det var det eneste OL Morgan deltog i, og det var desuden eneste gang USA vandt guld i denne disciplin, der blev fjernet fra OL-programmet efter OL 1992 i Barcelona.

## OL-medaljer
- 1948:  Guld i firer med styrmand